# Prionobelum durum
Prionobelum durum är en mångfotingart som beskrevs av Karl Wilhelm Verhoeff 1924. Prionobelum durum ingår i släktet Prionobelum och familjen Zephroniidae. Utöver nominatformen finns också underarten P. d. nitidum.